# مطار شيهيان ودانغشان
مطار شيهيان ودانغشان (بالصينية: 十堰武当山机场) مطار عام يقع بمدينة شيان في خوبي في الصين. يبلغ طول المدرج 2600 م. يقع على بعد 15 كيلومترًا (9.3 ميل) من وسط المدينة و20 كيلومترًا (12 ميلًا) من ودانغشان، موقع التراث العالمي الذي سمي على اسمه. تكلف بناء المطار 1.635 مليار يوان، وافتتح في 5 فبراير 2016 برحلة افتتاحية من مطار هانغتشو شياوشان الدولي.

## شركات الطيران والوجهات
| شركـات طيـران            | الوجهات                                                                                                  |
| ------------------------ | --- |
| طيران الصين              | مطار بكين العاصمة الدولي، مطار هانغتشو شياوشان الدولي                                                    |
| خطوط العاصمة بكين الجوية | مطار قوييانغ لونغدونغابو الدولي، مطار غينغادو جياودونغ الدولي                                            |
| خطوط شرق الصين الجوية    | مطار تشنغدو تيانفو الدولي، مطار جينجيانغ تشيوانتشو، مطار شيامن قاوتشي الدولي                             |
| طيران الصين اكسبرس       | مطار تشونغتشينغ جيانغبى الدولي، مطار هانغتشو شياوشان الدولي                                              |
| خطوط جنوب الصين الجوية   | مطار قوانغتشو باييون الدولي، مطار شينزين باوان الدولي، مطار ووهان الدولي، مطار شيان شيانيانغ الدولي      |
| China United Airlines    | مطار فوشان شادي، مطار قويلين يانغ جيانغ الدولي، مطار اوردوس إيجين هورو، مطار شيجياتشوانغ تشنغدينغ الدولي |
| Chongqing Airlines       | مطار تشونغتشينغ جيانغبى الدولي، مطار نينغبو ليش الدولي                                                   |
| Dalian Airlines          | مطار داليان الدولي، مطار كونمينغ جانغشوي الدولي                                                          |
| Donghai Airlines         | مطار نانينغ وشو الدولي، مطار شينينغ الدولي، مطار تشوهاى جينوان                                           |
| طيران جي إكس             | مطار لانتشو تشونغ تشوان، مطار نانينغ وشو الدولي                                                          |
| خطوط طيران أوكاي         | مطار نانينغ وشو الدولي، مطار تيانجين الدولي                                                              |
| خطوط شاندونغ الجوية      | مطار قويلين يانغ جيانغ الدولي، مطار جينان الدولي، مطار تاييوان وسو الدولي، مطار شيامن قاوتشي الدولي      |
| سبرينغ (شركة طيران)      | مطار شانغهاي بودنغ الدولي                                                                                |
| خطوط تيانجين الجوية      | مطار تشانغشا هوانغوا الدولي، مطار تيانجين الدولي                                                         |

## وصلات خارجية
- http://www.flightstats.com/go/Airport/airportDetails.do?airportCode=